# Idioma nunukul
Nunukul (Nununkul, Nunugal), o Munjan (Moonjan)(Meanjin), es un idioma extinto de Queensland en Australia, de la familia de Lenguas pama-ñunganas.